# ألكسيس و فيدو
ألكسيس و فيدو (Alexis & Fido) هما ثنائي للإيقاع موسيقى الريغيتون تم تشكيله في عام 2003.  تم ترشيحهما لجائزتي غرامي خلال عام 2008 في فئة أفضل أغنية حضرية وأفضل ألبوم حضري. بدأ كلا الفنانين في النصف الثاني من التسعينيات ولكن في مجموعات مختلفة ، ألكسيس كان مع Boricua Selecta ، بينما فيدو كان مع 3 To The Mic.

## روابط خارجية
- ماي سبيس.